# 巴克藻属
巴克藻属（学名：Bachelotia）是巴克藻科下的一个属。

## 下属物种
本属包括以下物种：
- 安的巴克藻 Bachelotia antillarum (Grunow) Gerloff